# Шрейнер, Екатерина Александровна
Екатерина Александровна Шрейнер (Матюшкина) (род. 5 июля 1990 года, Волгоград) — российский блогер и общественный деятель. Лауреат премий «Instamam Award» и «Леди Mail.Ru». По данным на январь 2020 года у неё более 3,5 миллионов подписчиков в Instagram.

## Биография
Родилась 5 июля 1990 года в Волгограде. До 18 лет жила с семьёй на Камчатке. В 2008 году переехала в Новосибирск. В 2013 году окончила Новосибирский государственный университет экономики и управления.
В 2014 году Екатерина начала вести блог в Instagram. В нём она размещала видео про развивающие занятия с детьми, публикации на тему простых и занимательных поделок, косметики, детской одежды, необычных игр с предметами, делала обзоры книг по воспитанию детей.
В 2017 году получила премию «Instamam Award» в номинации «Креативная мама».
В 2018 году стала лауреатом премия «Леди Mail.Ru» в категории «Яжемать» и была признана самой популярной инстамамой среди российских блогеров по версии РИАБ.
Также в 2018 году стала одной из ведущих всероссийского проекта «Здоровое питание от А до Я», направленного на обучение школьников, их родителей и учителей основам правильного питания и формирование здоровых пищевых привычек.
В сентябре 2019 года основала школу рисования для детей «Krafti».

## Личная жизнь
В первый раз вышла замуж в июле 2013 года, во второй раз — в феврале 2017 года за одного и того же человека. У неё три дочери — Алиса, Алёна и Анна.